# Eleutheronema
Eleutheronema is een geslacht van straalvinnige vissen uit de familie van draadvinnigen (Polynemidae). Het geslacht is voor het eerst wetenschappelijk beschreven in 1862 door Bleeker.

## Soorten
- Eleutheronema rhadinum (Jordan & Evermann, 1902)
- Eleutheronema tetradactylum (Shaw, 1804) (Reuzenkapiteinvis)
- Eleutheronema tridactylum (Bleeker, 1849)